# Australian Indoor Championships 1979
L'Australian Indoor Championships 1979 è stato un torneo di tennis giocato cemento indoor dell'Hordern Pavilion di Sydney in Australia. Il torneo fa parte del Colgate-Palmolive Grand Prix 1979. Si è giocato dal 15 al 21 ottobre 1979.

## Campioni

### Singolare maschile
Vitas Gerulaitis ha battuto in finale  Guillermo Vilas 4–6, 6–3, 6–1, 7–6

### Doppio maschile
Rod Frawley /  Francisco González hanno battuto in finale  Vijay Amritraj /  Pat Du Pré abbandono